# ベストポジションSPORTS
ベストポジションSPORTS（通称「ベスポジ」）は、テレビ朝日系列で、2001年4月1日から2002年3月31日まで、毎週日曜日の23:30 - 翌0:25（JST）に放送されたスポーツを中心とした総合スポーツニュース番組である。

## 概要
それまでも、毎週日曜日には『スポーツフロンティア』→『フロンティア』のシリーズ、『サンデージャングル』などスポーツ、トレンド、ニュースの複合型ワイド番組が放送されたことがあったが、これは2000年度に放送された『速報!スポーツCUBE』の流れを汲んで、スポーツの結果速報だけでなく、様々な側面からスポーツを斬新に斬っていくという手法で取り上げたドキュメントが放送されていた。
『サンデージャングル』同様に、日曜最終版のネットニュースを「ベスポジニュース」として内包していた（これは徳永が担当）。この点はニュースを別番組に分けた『速報!スポーツCUBE』と異なる点の一つである。

## 出演者
メインキャスター
- 麻木久仁子（前番組『サンデージャングル』から続投）
- 東野幸治

コメンテーター
- 栗山英樹

進行アシスタント（サブキャスター）
- 角澤照治（テレビ朝日アナウンサー）
- 徳永有美（テレビ朝日アナウンサー、当時）
- 吉田貴志（テレビ朝日スポーツ記者、当時）

など

## テーマ曲
- オープニング曲：「ルージング・ハンド」（エリック・クラプトン）
- エンディング曲：「YOU」（コブクロ）

| テレビ朝日およびANN系列 日曜最終版のANNニュース・スポーツニュース枠 | テレビ朝日およびANN系列 日曜最終版のANNニュース・スポーツニュース枠 | テレビ朝日およびANN系列 日曜最終版のANNニュース・スポーツニュース枠                |
| 前番組                                                              | 番組名                                                              | 次番組                                                                             |
| ------------------------------------------------------------------- | ------------------------------------------------------------------- | ---------------------------------------------------------------------------------- |
| サンデージャングル                                                  | ベストポジションSPORTS ※ここまでは日曜深夜に放送                    | GET SPORTS 【『ANN NEWS&SPORTS』はその内包番組として放送】 ※ここから月曜未明に放送 |
| テレビ朝日系列 日曜23時台後半枠（2001年4月 - 2002年3月）            |                                                                     |                                                                                    |
| サンデージャングル ※23:30 - 翌0:25                                  | ベストポジションSPORTS                                              | やべっちFC 〜日本サッカー応援宣言〜                                                |
| テレビ朝日 月曜0時台（日曜深夜）前半枠（2001年4月 - 2002年3月）     |                                                                     |                                                                                    |
| サンデージャングル ※前日23:30 - 0:25                                | ベストポジションSPORTS                                              | GET SPORTS ※0:00 - 1:55 【『ANN NEWS&SPORTS』はその内包番組として放送】            |